# Fringshaus
Fringshaus ist ein Weiler in der Gemeinde Raeren in Belgien. Es liegt unmittelbar an der Grenze zu Deutschland und ist bekannt für das gleichnamige historische Gasthaus Fringshaus, das über 131 Jahre bestand und 2020 geschlossen wurde. Der Weiler ist zudem durch seine besondere geografische Lage von Bedeutung.

## Geografie
Fringshaus liegt im Hohen Venn an der Straßengabelung, wo die Bundesstraße 258 von Roetgen nach Monschau führt und die Landesstraße L114 nach Lammersdorf abzweigt. Durch die Grenzverschiebung infolge des Versailler Vertrags von 1920 befindet sich der Weiler auf belgischem Territorium, unmittelbar an der deutsch-belgischen Grenze. Die besondere Grenzsituation führte zu einer bewegten Geschichte mit Schmuggelaktivitäten und Grenzkonflikten, insbesondere nach dem Zweiten Weltkrieg.

## Geschichte
Fringshaus wurde im Jahr 1826 durch Arnold Frings gegründet, der Land im Venn urbar machte und ein Gasthaus errichtete. Im Jahr 1890 erwarb Friedrich August Esser das Anwesen, das fortan als Ausflugslokal diente. Nach dem Ersten Weltkrieg fiel Fringshaus durch den Versailler Vertrag an Belgien.
Das Gasthaus wurde während des Zweiten Weltkriegs zerstört und 1946 wiederaufgebaut. In den folgenden Jahrzehnten wurde es als Restaurant mit belgisch-französischer Küche bekannt und galt als „Esszimmer der Eifel“. Nach 131 Jahren wurde das Gasthaus im Oktober 2020 im Zuge der COVID-19-Pandemie geschlossen.

## Wolfssichtungen
In der Nähe von Fringshaus kam es in den letzten Jahren zu bedeutsamen Wolfssichtungen. Im März 2024 wurde der Kadaver der Wölfin „Maxima“ (GW1943f) unweit von Fringshaus gefunden, nachdem sie vermutlich von einem Fahrzeug erfasst worden war. Maxima war Teil des ersten Wolfsrudels im Hohen Venn.

## Tourismus
Fringshaus ist seit Jahrzehnten ein Ziel für Vennwanderer, Urlauber und Jäger. Durch seine Lage im Hohes Venn bleibt der Weiler ein beliebter Ausgangspunkt für Wanderungen und Naturbeobachtungen. In der Nähe von Fringshaus befindet sich zudem das Offermann-Kreuz.